# Dieffenthal
Dieffenthal – miejscowość i gmina we Francji, w regionie Grand Est, w departamencie Dolny Ren.
Według danych na rok 1990 gminę zamieszkiwało 246 osób, 163 os./km².